# (5096) Luzin
(5096) Luzin (1983 RC5) – planetoida z pasa głównego asteroid okrążająca Słońce w ciągu 3,61 lat w średniej odległości 2,35 j.a. Odkryta 5 września 1983 roku.